# Међународни дан свести о албинизму
Међународни дан свести о албинизму обележава се сваке године 13. јуна у част људских права особа са албинизмом широм света.

## Историја

### Рани развој
Отприлике средином 2000-их, извештаји су у Танзанији објавили све већи број насилних напада и убистава особа са албинизмом. Многи извештаји оптужују починиоце да лешевима особа с албинизмом приписују магичне моћи и, према томе, буду мотивисани да их користе за срећне чари и окултне ритуале. До 2015. године починиоци су убили више од 70 жртава и наштетили много више. Као одговор, Танзанијско друштво за албинизам и друге невладине организације започеле су кампању за људска права особа сa албинизмом. Танзанијско друштво за албинизам је први „Дан албина“ прославио 4. маја 2006. Од 2009. године постао је „Национални дан албина“ и на крају је назван „Национални дан албинизма“.

### Обележавање Уједињених нација
На међународном нивоу, канадска невладина организација Под истим сунцем придружила се покојном амбасадору мисијe Сомалије при Уједињеним нацијама Јусуфу Мохамеду Исмаилу, у његовом напору да донесе одлуку која промовише и штити права особа са албинизмом. Таква одлукa настала је када је cавет за људска права Организације уједињених нација 13. јуна 2013. усвојио прву одлуку о албинизму икада. Касније је у својој одлуци 26/10 од 26. јуна 2014. године cавет за људска права препоручио да 13. јуна Генерална скупштина Уједињених нација прогласи Међународним даном свести о албинизму. Генерална скупштина Уједињених нација тада је усвојила 18. децембра 2014. одлуку 69/170 да прогласи 13. јун Међународним даном свести о албинизму.  Изабрани датум подсећа на прву одлуку Уједињених нација која је донета 13. јуна годину дана раније. Данас се Међународни дан свести о албинизму слави широм света од Танзаније, до Аргентине, до Сенегала, до Фиџија, Француске, Уједињеног Краљевства и Намибије.